# James Wilson (compositor)
James Wilson (27 de setembro, 1922, Islington, Londres – 6 de agosto 2005, Dublin) foi um notável compositor Irlandês. Residente da Irlanda há mais de 50 anos.

## Ópera
- Grinning at the Devil
- Letters to Theo
- The Hunting of the Snark (children's opera)
- Twelfth Night

## Concerto
- For Sarajevo, Calico Pie (triple concerto)
- Concerto Giocoso